# Kadiatou Konaté (activiste)
Ne doit pas être confondu avec Kadiatou Konaté.
Pour les articles homonymes, voir Konaté.
Kadiatou Konaté née en 2001 à Conakry en république de Guinée, est une militante féministe et femme politique guinéenne,.
Cofondatrice et directrice exécutive du Club des jeunes filles leaders de Guinée de 2021 à 2023,.

## Biographie
Kadiatou Konate, née en 2001 à Conakry, elle est la fille de Fodé Konaté et de Bintou Konaté. Elle a fait ses études primaires entre l'école SOS Village d’Enfants, Amadou Sylla et Hadja Habibata Tounkara où elle a eu son examen d’entrée en 7eme année en 2012. Elle continue les études secondaires à Hadja Habibata Tounkara où elle obtient son brevet d'études du premier cycle (BEPC) en 2016 puis le baccalauréat unique en Sciences Sociales en 2019.
Elle fait ses études supérieures à l'Institut Supérieur de l’Information et de la Communication de Kountia, en communication audiovisuelle.  Au cours de ses études supérieures, elle a travaillé en tant que chroniqueuse sur le Lynx Fm de 2017 à 2019.

## Parcours
Kadiatou Konaté est cofondatrice du club des jeunes filles leaders de Guinée qui est une organisation qui milite pour le respect des droits des filles en Guinée et à travers le monde.
En 2021, elle devient la directrice exécutive du Club des jeunes filles leaders de Guinée jusqu'en 2023 avant d'être remplacée par Oumou Khairy Diallo,.
Depuis novembre 2023, Kadiatou travaille en tant que conseillère droits humains chez Rio Tinto Simfer dans le département communauté et performance sociale (CSP).

## Activiste
Kadiatou est aussi la présidente du caucus Jeune AWLN, point focal du mouvement des jeunes du sommet mondial des filles du Togo. Elle est membre de plusieurs autres plateformes notamment le réseau africain des ADOS/JEUNES de l’Afrique pour le développement (AFRIYAN), du réseau des jeunes Ambassadeurs pour la planification familiale en Afrique. Ambassadrice de l’organisation des mères et enfants de Guinée et d’Afrique et membre du réseau des jeunes féministes de l’Afrique de l’ouest (AWLN).

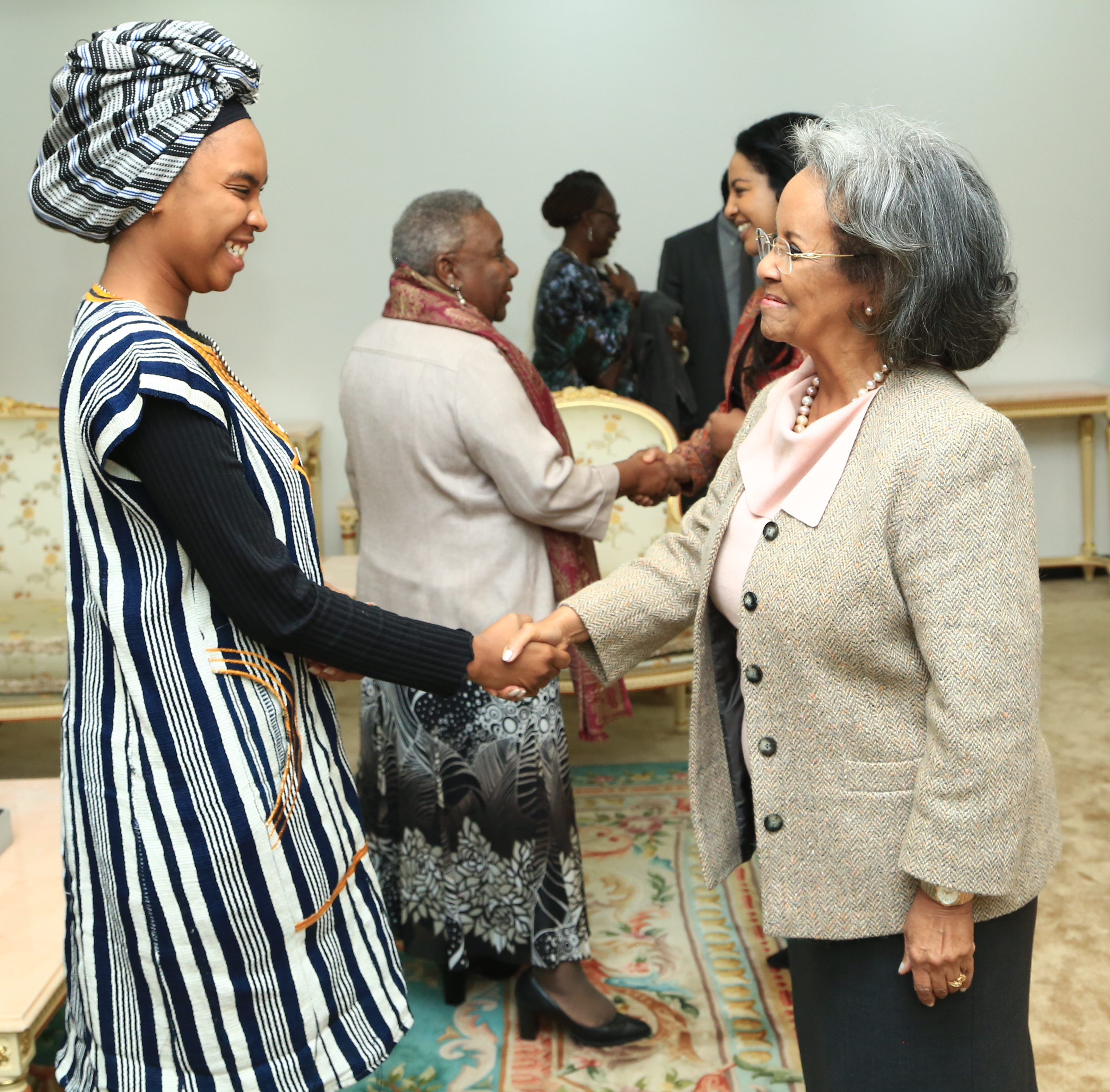
Kadiatou Konaté et la présidente de l'Éthiopie Sahle-work Zewde

## Rencontre internationale
En novembre 2023, en marge d'une conférence, Kadiatou Konaté a rencontré Michelle Obama, Melinda Gates, Amal Clooney, Dr Faith Mwangi-Powell, Lakshmi Moore, Memory Banda, Rebeca Gyumi et Ulanda Mtamba ont échangé sur les possibilités de mettre fin aux mariages d'enfants. Au compte de AWLN, elle a rencontré la présidente de l'Éthiopie Sahlework Zewde pour parler de la place de la femme dans l'agenda du développement de l'Afrique.

## Prix et reconnaissance
- 2020: Prix All Africa du leadership féminin en Afrique[1];
- 2020: Prix de la meilleure ado 2020 par le journal français l'actu;
- 2019: Prix de la meilleure activiste féminine de l'année 2019 en Guinée décerné par Firawa Groupe;
- 2022: Prix de l'espoir féminin en Guinée en 2022;
- 2022: Point focal du mouvement des jeunes du sommet mondial des filles du Togo[4].

## Ouvrage
- Kadiatou Konaté (préf. Hadja Saran Daraba), Les Mères de la Liberté : Femmes et luttes pour l’indépendance en Guinée, Conakry, L'Harmattan Guinée, 8 mai 2025, 134 p. (ISBN 978-2-336-53736-8)[11].

## Vie privée
Kadiatou est mariée et mère d'une fille.